# 19e étape du Tour de France 1985
Pour un article plus général, voir Tour de France 1985.
La 19e étape du Tour de France 1985 a eu lieu le 18 juillet 1985 entre Pau et Bordeaux, en France, à travers les départements des Pyrénées-Atlantique, des Landes et de la Gironde, sur une distance de 203 km.
Elle est remportée au sprint par le coureur belge Eric Vanderaerden en 5 h 42 min et 13 s. Il devance l’irlandais Seán Kelly et le français Francis Castaing. Bernard Hinault conserve le maillot jaune.

## Parcours
Après les 3 étapes pyrénéennes, le Tour opère sa traditionnelle remontée vers la Capitale avec une étape des plus classiques entre Pau et Bordeaux, deux des villes les plus visitées depuis la création de l’épreuve. La traversée des Landes et l’arrivée sur les quais bordelais ne proposent aucune difficulté majeure mis à part trois côtes de 4e catégorie dans les 60 premiers kilomètres. 4 sprints bonifications sont également au programme du jour.
Contrôles de départ : Place de Verdun. Signature et ravitaillement de 9h30 à 10h15. Appel à 10h20. Rassemblement des coureurs et départ en groupe à 10h30, par rue du Maquis de Béarn, cours Camou, avenue de la Résistance, avenue Jean Mermoz, avenue D Daurat, avenue du Martyr du Pont Long. Départ réel à 10h40, à hauteur de la station « Total », à 3,8km du rassemblement.
Sprints intermédiaires :
- Km 43,5: Aubagnan
- Km 74,5: Mont de Marsan
- Km 128: Sore
- Km 163: Villagrains

Cols et côtes:
- Km 10: Côte de Sainte-Quitterie (4e catégorie)
- Km 21: Côte du Luy de France (4e catégorie)
- Km 54: Côte d’Escales (4e catégorie)

Les arrivées sont jugées quai Louis XVIII. Les coureurs ont à parcourir la distance de l’entrée du circuit à la ligne d’arrivée (1,8km) puis un tour complet du circuit (2km) soit au total 3,8km. Ligne droite terminale plate de 400m. 

## Résultats

### Classement de l'étape
| \| Classement de l'étape \| Classement de l'étape \| Classement de l'étape \| Classement de l'étape \| Classement de l'étape \| \| Coureur \| Coureur \| Pays \| Équipe \| Temps \| \| --------------------- \| --------------------- \| --------------------- \| ------------------------- \| --------------------- \| \| 1er \| Eric Vanderaerden \| Belgique \| Panasonic-Raleigh \| 5 h 53 min 13 s \| \| 2e \| Sean Kelly \| Irlande \| Skil-Sem-Kas-Miko \| + 0 s \| \| 3e \| Francis Castaing \| France \| Peugeot-Shell-Michelin \| + 0 s \| \| 4e \| Jozef Lieckens \| Belgique \| Lotto-Merckx \| + 0 s \| \| 5e \| Benny Van Brabant \| Belgique \| Tönissteiner-TW Rock-BASF \| + 0 s \| \| 6e \| Rudy Matthijs \| Belgique \| Hitachi-Splendor \| + 0 s \| \| 7e \| Eric McKenzie \| Nouvelle-Zélande \| Lotto-Merckx \| + 0 s \| \| 8e \| Greg LeMond \| États-Unis \| La Vie claire-Radar \| + 0 s \| \| 9e \| Thierry Marie \| France \| Renault-Elf \| + 0 s \| \| 10e \| Adrie van der Poel \| Pays-Bas \| Kwantum Hallen-Decosol \| + 0 s \| |                    |                  |                           |                 |
| |                    |                  |                           |                 |
| |                    |                  |                           |                 |
| Classement de l'étape |                    |                  |                           |                 |
| Coureur | Coureur            | Pays             | Équipe                    | Temps           |
| 1er | Eric Vanderaerden  | Belgique         | Panasonic-Raleigh         | 5 h 53 min 13 s |
| 2e | Sean Kelly         | Irlande          | Skil-Sem-Kas-Miko         | + 0 s           |
| 3e | Francis Castaing   | France           | Peugeot-Shell-Michelin    | + 0 s           |
| 4e | Jozef Lieckens     | Belgique         | Lotto-Merckx              | + 0 s           |
| 5e | Benny Van Brabant  | Belgique         | Tönissteiner-TW Rock-BASF | + 0 s           |
| 6e | Rudy Matthijs      | Belgique         | Hitachi-Splendor          | + 0 s           |
| 7e | Eric McKenzie      | Nouvelle-Zélande | Lotto-Merckx              | + 0 s           |
| 8e | Greg LeMond        | États-Unis       | La Vie claire-Radar       | + 0 s           |
| 9e | Thierry Marie      | France           | Renault-Elf               | + 0 s           |
| 10e | Adrie van der Poel | Pays-Bas         | Kwantum Hallen-Decosol    | + 0 s           |

### Points attribués
| Sprint intermédiaire Catch Aubagnan (km 43,5) | Sprint intermédiaire Catch Aubagnan (km 43,5) | Sprint intermédiaire Catch Aubagnan (km 43,5) | Sprint intermédiaire Catch Aubagnan (km 43,5) | Sprint intermédiaire Catch Aubagnan (km 43,5) |
| --------------------------------------------- | --------------------------------------------- | --------------------------------------------- | --------------------------------------------- | --------------------------------------------- |
|                                               | Coureur                                       | Pays                                          | Équipe                                        | Point(s)                                      |
| 1er                                           | Jozef Lieckens                                | Belgique                                      | Lotto-Eddy Merckx                             | 12                                            |
| 2e                                            | Steve Bauer                                   | Canada                                        | La Vie Claire-Wonder-Radar                    | 8                                             |
| 3e                                            | Eduardo Chozas                                | Espagne                                       | Reynolds-TS Batteries                         | 4                                             |
| modifier                                      |                                               |                                               |                                               |                                               |

| Sprint intermédiaire Catch Mont de Marsan (km 74,5) | Sprint intermédiaire Catch Mont de Marsan (km 74,5) | Sprint intermédiaire Catch Mont de Marsan (km 74,5) | Sprint intermédiaire Catch Mont de Marsan (km 74,5) | Sprint intermédiaire Catch Mont de Marsan (km 74,5) |
| --------------------------------------------------- | --------------------------------------------------- | --------------------------------------------------- | --------------------------------------------------- | --------------------------------------------------- |
|                                                     | Coureur                                             | Pays                                                | Équipe                                              | Point(s)                                            |
| 1er                                                 | Nestor Mora                                         | Colombie                                            | Varta-Café de Colombia-Mavic                        | 12                                                  |
| 2e                                                  | Philippe Lauraire                                   | France                                              | Fagor                                               | 8                                                   |
| 3e                                                  | Jozef Lieckens                                      | Belgique                                            | Lotto-Eddy Merckx                                   | 4                                                   |
| modifier                                            |                                                     |                                                     |                                                     |                                                     |

| Sprint intermédiaire Catch Sore (km 128) | Sprint intermédiaire Catch Sore (km 128) | Sprint intermédiaire Catch Sore (km 128) | Sprint intermédiaire Catch Sore (km 128) | Sprint intermédiaire Catch Sore (km 128) |
| ---------------------------------------- | ---------------------------------------- | ---------------------------------------- | ---------------------------------------- | ---------------------------------------- |
|                                          | Coureur                                  | Pays                                     | Équipe                                   | Point(s)                                 |
| 1er                                      | Jozef Lieckens                           | Danemark                                 | Lotto-Eddy Merckx                        | 12                                       |
| 2e                                       | Carlos Mario Jaramillo                   | Colombie                                 | Varta-Café de Colombia-Mavic             | 8                                        |
| 3e                                       | Eduardo Chozas                           | Espagne                                  | Reynolds-TS Batteries                    | 4                                        |
| modifier                                 |                                          |                                          |                                          |                                          |

| Sprint intermédiaire Catch Villagrains (km 163) | Sprint intermédiaire Catch Villagrains (km 163) | Sprint intermédiaire Catch Villagrains (km 163) | Sprint intermédiaire Catch Villagrains (km 163) | Sprint intermédiaire Catch Villagrains (km 163) |
| ----------------------------------------------- | ----------------------------------------------- | ----------------------------------------------- | ----------------------------------------------- | ----------------------------------------------- |
|                                                 | Coureur                                         | Pays                                            | Équipe                                          | Point(s)                                        |
| 1er                                             | Carlos Mario Jaramillo                          | Colombie                                        | Varta-Café de Colombia-Mavic                    | 12                                              |
| 2e                                              | Eduardo Chozas                                  | Espagne                                         | Reynolds-TS Batteries                           | 8                                               |
| 3e                                              | Iñaki Gastón                                    | Espagne                                         | Reynolds-TS Batteries                           | 4                                               |
| modifier                                        |                                                 |                                                 |                                                 |                                                 |

| Arrivée d’étape Bordeaux | Arrivée d’étape Bordeaux   | Arrivée d’étape Bordeaux | Arrivée d’étape Bordeaux                | Arrivée d’étape Bordeaux |
| ------------------------ | -------------------------- | ------------------------ | --------------------------------------- | ------------------------ |
|                          | Coureur                    | Pays                     | Équipe                                  | Point(s)                 |
| 1er                      | Eric Vanderaerden          | Belgique                 | Panasonic-Raleigh :                     | 25                       |
| 2e                       | Sean Kelly                 | Irlande                  | Skil-Sem-Kas-Miko                       | 24                       |
| 3e                       | Francis Castaing           | France                   | Peugeot-Shell-Michelin                  | 23                       |
| 4e                       | Jozef Lieckens             | Pologne                  | Lotto-Eddy Merckx                       | 22                       |
| 5e                       | Benny Van Brabant          | Belgique                 | Tönissteiner-Torhout-Werchter Rock-BASF | 21                       |
| 6e                       | Rudy Matthijs              | Belgique                 | Hitachi-Splendor-Sunair                 | 20                       |
| 7e                       | Eric McKenzie              | Nouvelle-Zélande         | Lotto-Eddy Merckx                       | 19                       |
| 8e                       | Greg LeMond                | États-Unis               | La Vie Claire-Wonder-Radar              | 18                       |
| 9e                       | Thierry Marie              | France                   | Renault-Elf                             | 17                       |
| 10e                      | Adrie van der Poel         | Belgique                 | Kwantum Hallen-Decosol-Yoko             | 16                       |
| 11e                      | Leo van Vliet              | Pays-Bas                 | Kwantum Hallen-Decosol-Yoko             | 15                       |
| 12e                      | Rudy Dhaenens              | Belgique                 | Hitachi-Splendor-Sunair                 | 14                       |
| 13e                      | Philippe Lauraire          | France                   | Fagor                                   | 13                       |
| 14e                      | Jean-Philippe Vandenbrande | Belgique                 | Hitachi-Splendor-Sunair                 | 12                       |
| 15e                      | Giuliano Pavanello         | Italie                   | Santini-Selle Italia-Conti-Galli        | 11                       |
| modifier                 |                            |                          |                                         |                          |

### Cols et côtes
| Côte de Sainte Quitterie (km 10) 4e catégorie | Côte de Sainte Quitterie (km 10) 4e catégorie | Côte de Sainte Quitterie (km 10) 4e catégorie | Côte de Sainte Quitterie (km 10) 4e catégorie | Côte de Sainte Quitterie (km 10) 4e catégorie |
| --------------------------------------------- | --------------------------------------------- | --------------------------------------------- | --------------------------------------------- | --------------------------------------------- |
|                                               | Coureur                                       | Pays                                          | Équipe                                        | Point(s)                                      |
| 1er                                           | Claudio Fasolo                                | Italie                                        | Santini-Selle Italia-Conti-Galli              | 4                                             |
| 2e                                            | Gilbert Duclos-Lassalle                       | France                                        | Peugeot-Shell-Michelin                        | 2                                             |
| 3e                                            | Theo de Rooy                                  | Pays-Bas                                      | Panasonic-Raleigh                             | 1                                             |
| modifier                                      |                                               |                                               |                                               |                                               |

| Côte du Luy de France (km 21) 4e catégorie | Côte du Luy de France (km 21) 4e catégorie | Côte du Luy de France (km 21) 4e catégorie | Côte du Luy de France (km 21) 4e catégorie | Côte du Luy de France (km 21) 4e catégorie |
| ------------------------------------------ | ------------------------------------------ | ------------------------------------------ | ------------------------------------------ | ------------------------------------------ |
|                                            | Coureur                                    | Pays                                       | Équipe                                     | Point(s)                                   |
| 1er                                        | Claudio Fasolo                             | Italie                                     | Santini-Selle Italia-Conti-Galli           | 4                                          |
| 2e                                         | Robert Millar                              | Royaume-Uni                                | Peugeot-Shell-Michelin                     | 2                                          |
| 3e                                         | Guy Gallopin                               | France                                     | Skil-Sem-Kas-Miko                          | 1                                          |
| modifier                                   |                                            |                                            |                                            |                                            |

| Côte d’Escales (km 54) 4e catégorie | Côte d’Escales (km 54) 4e catégorie | Côte d’Escales (km 54) 4e catégorie | Côte d’Escales (km 54) 4e catégorie | Côte d’Escales (km 54) 4e catégorie |
| ----------------------------------- | ----------------------------------- | ----------------------------------- | ----------------------------------- | ----------------------------------- |
|                                     | Coureur                             | Pays                                | Équipe                              | Point(s)                            |
| 1er                                 | Claudio Fasolo                      | Italie                              | Santini-Selle Italia-Conti-Galli    | 4                                   |
| 2e                                  | Jean-Claude Bagot                   | France                              | Fagor                               | 2                                   |
| 3e                                  | Robert Millar                       | Royaume-Uni                         | Peugeot-Shell-Michelin              | 1                                   |
| modifier                            |                                     |                                     |                                     |                                     |

## Classements à l'issue de l'étape

### Classement général
| \| Classement général \| Classement général \| Classement général \| Classement général \| Classement général \| \| Coureur \| Coureur \| Pays \| Équipe \| Temps \| \| ------------------ \| ------------------ \| ------------------ \| ---------------------------- \| ------------------ \| \| 1er \| Bernard Hinault \| France \| La Vie claire-Radar \| 101 h 13 min 29 s \| \| 2e \| Greg LeMond \| États-Unis \| La Vie claire-Radar \| + 2 min 13 s \| \| 3e \| Stephen Roche \| Irlande \| La Redoute-Cycles MBK \| + 3 min 33 s \| \| 4e \| Sean Kelly \| Irlande \| Skil-Sem-Kas-Miko \| + 5 min 35 s \| \| 5e \| Phil Anderson \| Australie \| Panasonic-Raleigh \| + 7 min 16 s \| \| 6e \| Pedro Delgado \| Espagne \| Seat-Orbea \| + 8 min 24 s \| \| 7e \| Luis Herrera \| Colombie \| Varta-Café de Colombia-Mavic \| + 8 min 48 s \| \| 8e \| Fabio Parra \| Colombie \| Varta-Café de Colombia-Mavic \| + 10 min 09 s \| \| 9e \| Eduardo Chozas \| Espagne \| Reynolds \| + 11 min 03 s \| \| 10e \| Niki Rüttimann \| Suisse \| La Vie claire-Radar \| + 12 min 12 s \| |                 |            |                              |                   |
| |                 |            |                              |                   |
| |                 |            |                              |                   |
| Classement général |                 |            |                              |                   |
| Coureur | Coureur         | Pays       | Équipe                       | Temps             |
| 1er | Bernard Hinault | France     | La Vie claire-Radar          | 101 h 13 min 29 s |
| 2e | Greg LeMond     | États-Unis | La Vie claire-Radar          | + 2 min 13 s      |
| 3e | Stephen Roche   | Irlande    | La Redoute-Cycles MBK        | + 3 min 33 s      |
| 4e | Sean Kelly      | Irlande    | Skil-Sem-Kas-Miko            | + 5 min 35 s      |
| 5e | Phil Anderson   | Australie  | Panasonic-Raleigh            | + 7 min 16 s      |
| 6e | Pedro Delgado   | Espagne    | Seat-Orbea                   | + 8 min 24 s      |
| 7e | Luis Herrera    | Colombie   | Varta-Café de Colombia-Mavic | + 8 min 48 s      |
| 8e | Fabio Parra     | Colombie   | Varta-Café de Colombia-Mavic | + 10 min 09 s     |
| 9e | Eduardo Chozas  | Espagne    | Reynolds                     | + 11 min 03 s     |
| 10e | Niki Rüttimann  | Suisse     | La Vie claire-Radar          | + 12 min 12 s     |

### Classement par points
| Classement par points | Classement par points | Classement par points | Classement par points        | Classement par points |
| Coureur               | Coureur               | Pays                  | Équipe                       | Points                |
| --------------------- | --------------------- | --------------------- | ---------------------------- | --------------------- |
| 1er                   | Sean Kelly            | Irlande               | Skil-Sem-Kas-Miko            | 373 pts               |
| 2e                    | Greg LeMond           | États-Unis            | La Vie claire-Radar          | 295 pts               |
| 3e                    | Stephen Roche         | Irlande               | La Redoute-Cycles MBK        | 255 pts               |
| 4e                    | Eric Vanderaerden     | Belgique              | Panasonic-Raleigh            | 225 pts               |
| 5e                    | Bernard Hinault       | France                | La Vie claire-Radar          | 224 pts               |
| 6e                    | Phil Anderson         | Australie             | Panasonic-Raleigh            | 221 pts               |
| 7e                    | Luis Herrera          | Colombie              | Varta-Café de Colombia-Mavic | 194 pts               |
| 8e                    | Adrie van der Poel    | Pays-Bas              | Kwantum Hallen-Decosol       | 169 pts               |
| 9e                    | Benny Van Brabant     | Belgique              | Tönissteiner-TW Rock-BASF    | 158 pts               |
| 10e                   | Pedro Delgado         | Espagne               | Seat-Orbea                   | 148 pts               |

### Classement du meilleur grimpeur
| Classement de la montagne | Classement de la montagne | Classement de la montagne | Classement de la montagne    | Classement de la montagne |
| Coureur                   | Coureur                   | Pays                      | Équipe                       | Points                    |
| ------------------------- | ------------------------- | ------------------------- | ---------------------------- | ------------------------- |
| 1er                       | Luis Herrera              | Colombie                  | Varta-Café de Colombia-Mavic | 440 pts                   |
| 2e                        | Robert Millar             | Royaume-Uni               | Peugeot-Shell-Michelin       | 254 pts                   |
| 3e                        | Pedro Delgado             | Espagne                   | Seat-Orbea                   | 236 pts                   |
| 4e                        | Greg LeMond               | États-Unis                | La Vie claire-Radar          | 213 pts                   |
| 5e                        | Reynel Montoya            | Colombie                  | Varta-Café de Colombia-Mavic | 190 pts                   |

### Classement du meilleur jeune
| Classement du meilleur jeune | Classement du meilleur jeune | Classement du meilleur jeune | Classement du meilleur jeune | Classement du meilleur jeune |
| Coureur                      | Coureur                      | Pays                         | Équipe                       | Temps                        |
| ---------------------------- | ---------------------------- | ---------------------------- | ---------------------------- | ---------------------------- |
| 1er                          | Fabio Parra                  | Colombie                     | Varta-Café de Colombia-Mavic |                              |
| 2e                           | Eduardo Chozas               | Espagne                      | Reynolds                     |                              |
| 3e                           | Steve Bauer                  | Canada                       | La Vie claire-Radar          |                              |

### Classement par équipes au temps
| Classement par équipes | Classement par équipes | Classement par équipes | Classement par équipes |
| Équipe                 | Équipe                 | Pays                   | Temps                  |
| ---------------------- | ---------------------- | ---------------------- | ---------------------- |
| 1re                    | La Vie claire-Radar    | France                 | 303 h 47 min 23 s      |
| 2e                     | Panasonic-Raleigh      | Pays-Bas               | + 20 min 07 s          |
| 3e                     | Peugeot-Shell-Michelin | France                 | + 33 min 22 s          |
| 4e                     | Skil-Sem-Kas-Miko      | France                 | + 40 min 18 s          |
| 5e                     | La Redoute-Cycles MBK  | France                 | + 44 min 43 s          |

### Classement par équipes aux points
| Classement par équipes aux points | Classement par équipes aux points | Classement par équipes aux points | Classement par équipes aux points |
| Équipe                            | Équipe                            | Pays                              | Points                            |
| --------------------------------- | --------------------------------- | --------------------------------- | --------------------------------- |
| 1re                               | La Vie claire-Radar               | France                            | 999 pts                           |
| 2e                                | Panasonic-Raleigh                 | Pays-Bas                          | 1125 pts                          |
| 3e                                | Skil-Sem-Kas-Miko                 | France                            | 1313 pts                          |
| 4e                                | Peugeot-Shell-Michelin            | France                            | 1363 pts                          |
| 5e                                | La Redoute-Cycles MBK             | France                            | 1535 pts                          |